# Terrorherrschaft

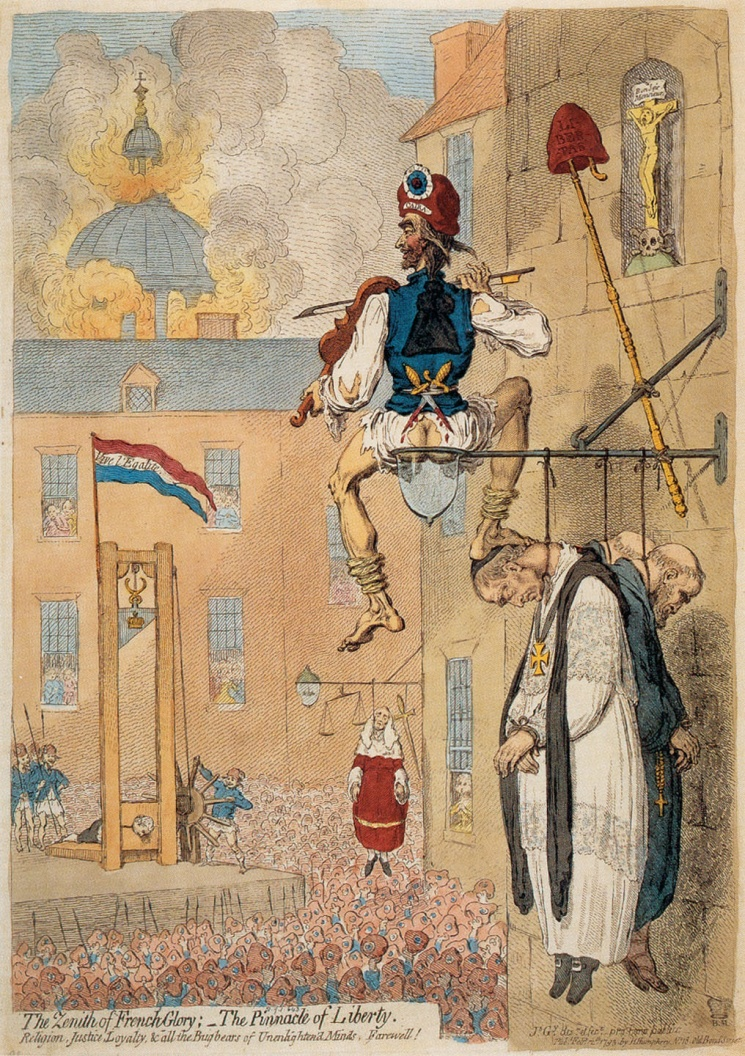
Karikatur auf die Schreckensherrschaft von James Gillray (1793): „Der Zenit des französischen Ruhms: Der Gipfel der Freiheit. Religion, Gerechtigkeit, Treue und all ihr Schreckgespenster unaufgeklärter Geister, lebt wohl!“

Als Terrorherrschaft oder Schreckensherrschaft (französisch la Terreur, „der Schrecken“) wird die Phase der Französischen Revolution von Anfang Juni 1793 bis Ende Juli 1794 bezeichnet, in der alle, die verdächtigt wurden, Gegner der Revolution zu sein, brutal unterdrückt wurden. Die Terrorherrschaft war ein Element der Diktatur des zwölfköpfigen Wohlfahrtsausschusses, der zuerst von Georges Danton und dann von Maximilien de Robespierre dominiert wurde.
Je nach Schätzung kostete der Terror 25.000 bis 40.000 Menschen das Leben. Darin sind die hohen Opferzahlen, die sich etwa aus der Niederschlagung des Aufstands in der Vendée ergaben, nicht vollständig enthalten.

## Datierung
Für den Beginn der Terrorherrschaft werden in der Forschung unterschiedliche Daten genannt. Jean-François Fayard unterscheidet zwei Phasen des Terrors: Die erste vom Tuileriensturm am 10. August 1792, der zum Sturz Ludwigs XVI. führte, bis zum Zusammentritt des Nationalkonvents und der Ausrufung der Republik am 21. September 1792. Die zweite Phase des Terrors lässt er mit dem Aufstand der Pariser Sansculotten gegen den Konvent vom 31. Mai bis 2. Juni 1793 und dem Sturz der Girondisten beginnen. Hans-Ulrich Thamer nennt den Eintritt Robespierres in den Wohlfahrtsausschuss am 27. Juli 1793 als Beginn. Ihren Höhepunkt erreichte die terreur im Juni und Juli 1794; diese Zeit wird auch als Der Große Terror (frz. la Grande Terreur) bezeichnet. Sie fand ein Ende mit der Verhaftung und Hinrichtung Robespierres und der Machtübernahme der Thermidorianer am 9. Thermidor II (27. Juli 1794).

## Ursachen und Bedingungen

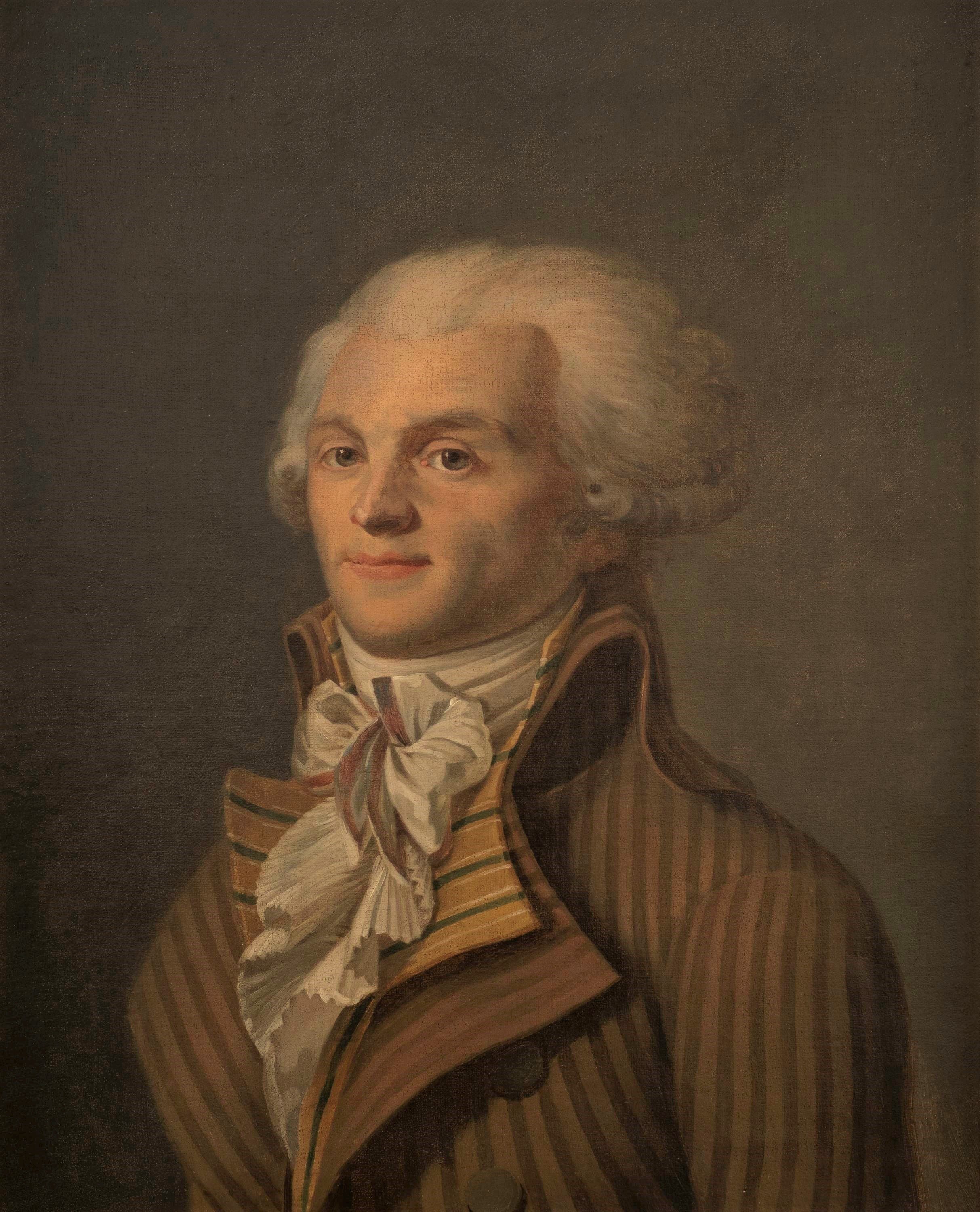
Maximilien de Robespierre, um 1790, anonymes Porträt (Musée Carnavalet)

Seit Einführung der Assignaten litt Frankreich unter einer schweren Inflation, was vor allem die ärmeren Bevölkerungsschichten in Paris betraf. Die Sansculotten forderten deshalb Preisgesetze, doch die regierenden Girondisten weigerten sich. Daraufhin kam es zum Aufstand der Pariser Sansculotten vom 31. Mai bis zum 2. Juni 1793, der die Regierung stürzte. Die Wirtschaftspolitik musste sich von nun an den Hauptzielen der Regierung – Ausrüstung der Armee und Überwindung der Hungersnot – völlig unterordnen. Zu diesem Zweck wurden Höchstpreise, das sogenannte Maximum (maximum général), auf die wichtigsten Waren festgesetzt. Dadurch konnten die staatlichen Aufkäufer billiges Getreide für die Armee erwerben. Zu den relativ niedrigen Preisen konnten sich die Armen ausreichend versorgen. Die Pariser gehörten deshalb zu den Unterstützern der Terrorherrschaft. Es entstand aber auch das Problem des Schwarzmarktes. Der Wohlfahrtsausschuss kämpfte mit drakonischen Maßnahmen dagegen an, indem er die Todesstrafe gegen „Horter“ und „Wucherer“ festlegte. 
Der Nationalkonvent beschloss am 5. September 1793 unter dem Druck der Septemberbewegung, die das Gebäude besetzt hielt, die Einführung von Terrormaßnahmen zur Unterdrückung aller „konterrevolutionären“ Aktivitäten. Etwa 21.000 „Überwachungsausschüsse“ wurden gebildet. Das Revolutionstribunal führte als Gerichtshof die Prozesse gegen politische Angeklagte. Gegen seine Urteile war keine Berufung möglich. Ähnliche Tribunale gab es auch in den Provinzen. Gemeinsam mit dem Wohlfahrtsausschuss beriet sich wöchentlich der Sicherheitsausschuss. Dieser beauftragte die Revolutionskomitees mit der listenmäßigen Erfassung von verdächtigen Personen. Am 17. September 1793 wurde das Gesetz über die Verdächtigen beschlossen: Adlige, ehemalige Beamte des Ancien Régimes, Spekulanten, heimgekehrte Emigranten und überhaupt alle, die nicht Gewähr boten, jederzeit für die Revolution einzustehen, wurden auf eigene Kosten unbefristet in Haft genommen. Dies betraf zwischen 300.000 und 800.000 Personen, also 1–4 % der Bevölkerung Frankreichs.
Mit dem Gesetz vom 22. Prairial vom 10. Juni 1794 begann die Grande Terreur: Die Todesstrafe wurde gegen alle „Feinde des Volkes“ verbindlich festgeschrieben. Die vage Definition öffnete der Denunziation Tür und Tor.
Robespierre rechtfertigte den Terror mit seinem Ziel, der Tugend. In einem „Tugendstaat“ seien „das Volk durch Vernunft zu leiten und die Feinde des Volkes durch terreur zu beherrschen“, erklärte er am 5. Februar 1794 vor dem Nationalkonvent:

„Der Terror ist nichts anderes als unmittelbare, strenge, unbeugsame Gerechtigkeit; er ist also Ausfluss der Tugend; er ist weniger ein besonderes Prinzip als eine Konsequenz des allgemeinen Prinzips der Demokratie, angewendet auf die dringendsten Bedürfnisse des Vaterlandes.“

Wenn die Republik von innen und von außen bedroht sei, bedürfe es des Schreckens, „ohne den die Tugend ohnmächtig ist.“ Die Radikalisierung und Brutalisierung der französischen Revolution wurde mit dem Ersten Koalitionskrieg, der seit 1792 von Österreich und Preußen, dann auch von Großbritannien zur Rettung der französischen und zur Verteidigung der eigenen Monarchien geführt wurde, sowie durch innere Aufstände gesteigert.

## Opfer

### Opfergruppen
Dem Terror zum Opfer fielen ganz unterschiedliche Gruppen. Zum einen standen diejenigen Priester, die sich weigerten, den Eid auf die Verfassung zu leisten, im Fokus der Revolutionstribunale. Auch Adlige und zurückgekehrte Emigranten wurden als Feinde der Revolution angeklagt. Geschäftsleute und allgemein alle Wohlhabenden, denen unterstellt wurde, gegen das Preismaximum zu verstoßen, wurden guillotiniert. Als ihre Interessenvertreter wurden die wirtschaftsliberalen Girondisten angesehen und ebenfalls verfolgt. Zu ihnen gehörte auch Charlotte Corday, die am 13. Juli 1793 Jean-Paul Marat ermordet hatte. Auch gegen Robespierre und Jean-Marie Collot d’Herbois gab es Mordversuche. Die Attentäter und ihre realen und vermuteten Hintermänner wurden zum Tode verurteilt. Zu Massenhinrichtungen von Abtrünnigen (oft durch Ertränken) kam es in Lyon, in Toulon oder der Vendée. Bald wurden auch radikale Befürworter des Terrors zu seinen Opfern: Die Enragés unter dem ehemaligen Priester Jacques Roux erhoben radikale Gleichheitsforderungen: Die Reichen müssten guillotiniert werden, die Armen sollten ihren Besitz erhalten. Robespierre erklärte aber, dass diese Agitation nur den Feinden im Ausland diene. Aus diesem Grunde wurden Roux und seine Anhänger Anfang 1794 verhaftet und als Feinde der Freiheit zum Tode verurteilt. Ähnlich erging es Jacques-René Hébert und seinen atheistischen Anhängern, die versuchten, das Christentum in Frankreich ganz abzuschaffen. Auch hier bremste Robespierre: Der Versuch der Entchristlichung würde nur noch mehr fromme Bauern zu Feinden der Revolution machen und sei daher ganz klar eine „Verschwörung des Auslands“. Die Hébertisten wurden im März 1794 guillotiniert. Schließlich fiel auch der Begründer des Wohlfahrtsausschusses, Georges Danton der von ihm selbst initiierten Terrorherrschaft zum Opfer: Er war zu der Erkenntnis gekommen, dass die Fortsetzung der terreur die Revolution nicht mehr stärken, sondern schwächen würde. Daraufhin ließ Robespierre ihn und seine Anhänger, die sog. indulgents (Nachsichtige), vor dem Revolutionstribunal anklagen, weil sie angeblich in Geschäfte mit Schiebern und Wucherern verwickelt waren. Ohne sich im Prozess verteidigen zu dürfen, wurden Danton und seine Anhänger am 5. April 1794 guillotiniert.

### Opferzahlen
Die Terrorherrschaft führte in Frankreich nach Archivunterlagen, die von Donald Greer ausgewertet wurden, zu mindestens 16.594 Todesurteilen vollstreckt durch die Guillotine, davon über 2500 in Paris. 1306 der in Paris Hingerichteten liegen auf dem Friedhof Picpus begraben, weitere auf dem Cimetière des Errancis, dem Cimetière de la Madeleine und dem Cimetière de Sainte-Marguerite.
Dabei sind Opfer, die ohne Prozess getötet wurden oder in Gefangenschaft starben, nicht mitgerechnet. Ihre Zahl wird von einigen Historikern auf etwa 40.000 geschätzt, von anderen um 25.000. Insgesamt rund 85 % der Hingerichteten gehörten dem früheren Dritten Stand an, darunter Bauern mit 28 %, Arbeiter mit 31 %; 8,5 % waren aus dem Adel und 6,5 % aus dem Klerus. Rund 80 % der Todesurteile ergingen wegen Verrats oder Rebellion, 9 % wegen Oppositions-Delikten und nur wenige Prozent wegen ökonomischer Vergehen wie „accaparement“ (Aufkauf von Waren zu Wucherzwecken). Insgesamt wurden nach dem Beginn der Terrorherrschaft 1793 circa 500.000 Verhaftungen vorgenommen und etwa 300.000 Beschränkungen des Wohnorts.

Massenertränkungen in der Loire im Dezember 1793, zynisch „Taufe von Nantes“ genannt, Radierung von Samuel Gysin nach einer Zeichnung von Jean Duplessis-Bertaux (1816)

Der Schwerpunkt der Hinrichtungen lag in der Provinz. Von den von Greer untersuchten rund 16.500 Hinrichtungen fanden 15 % in Paris statt, 19 % im Südosten und 52 % im Westen. Im Rhônetal wurde etwa im Oktober 1793 in Lyon ein Girondisten-Aufstand blutig niedergeschlagen (über 2000 Hinrichtungen). Der Aufstand der Vendée kostete über 150.000 Menschenleben – der Vergleich der Volkszählungen von 1790 und 1802 ergab ein Defizit von 200.000 in der Bevölkerung, das teilweise natürlich auch auf die Begleitumstände des Terrors (Abwanderung, Geburtenrückgang, Verelendung) zurückzuführen war. In Nantes an der Loire wütete 1793 bis 1794 der Abgesandte des Konvents Jean-Baptiste Carrier, der zahlreiche Opfer auf speziell hergerichteten Schiffen im Fluss ertränkte. Ein weiterer Schwerpunkt waren die Chouannerie im Département Mayenne und die Front-Provinzen des Revolutionskrieges.

## Das Ende des Terrors
Für die Sansculotten wurde die Terrorherrschaft mit der Einführung der Höchstlöhne uninteressant, als am 23. Juli Einzelheiten hierzu veröffentlicht wurden. Zwar gab es 50 % Lohnerhöhung im Vergleich zum Lohnniveau von 1790, da es aber vor den Maximumgesetzen eine Inflation gegeben hatte, war diese scheinbare Erhöhung in vielen Bereichen faktisch eine Lohnminderung. Außerdem führten die Verfolgungen zu einer Verödung des politischen Lebens in den Sektionen, womit der Wohlfahrtsausschuss seine Machtbasis verlor.
Nicht zuletzt verlor der Terror nach dem Sieg der französischen Armee in der Schlacht bei Fleurus (26. Juni 1794) seinen militärischen Zweck. Allerdings ging in der Provinz, allen voran der Vendée, das Morden weiter.
Auch unter den Jakobinern selbst hatte mittlerweile die Guillotine Opfer gefordert. Zwei von Robespierres Linie abweichende Gruppen – die „Ultraradikalen“ um Hébert und die „Gemäßigten“ um Georges Danton – waren im März und April 1794 kurz nacheinander ausgeschaltet worden. Als Robespierre am 26. Juli weitere „Säuberungen“ unter den Mitgliedern des Konvents ankündigte, schlossen sich die verschreckten Abgeordneten mehrheitlich gegen die Führungsgruppe zusammen und verhafteten diese am folgenden Tag, dem 9. Thermidor, im Konvent. Jetzt zeigte es sich, dass Maximilien de Robespierre, Louis Antoine de Saint-Just und ihre engsten Anhänger den Rückhalt beim Großteil der Bevölkerung von Paris verloren hatten. Nur noch eine Minderheit war bereit, für ihre Rückkehr an die Macht zu kämpfen. Kurz darauf wurden sie auf der Guillotine hingerichtet.

## Folgen
Kurzfristig bewirkte der Terror, dass es in der französischen Nation zu einer Zusammenfassung der Kräfte im militärischen Kampf kam, die zum Sieg über die inneren und äußeren Feinde führte. Längerfristig wurde jedoch die Revolution durch die zeitweilige Schreckensherrschaft wesentlich geschwächt: zum einen, weil viele überzeugte Republikaner, gerade auch Führungspersönlichkeiten, der Guillotine zum Opfer fielen – gemäß dem Wort von der Revolution, die ihre eigenen Kinder frisst. Darüber hinaus wurden die Ideen von Freiheit, Gleichheit und Brüderlichkeit durch das Blut der vielen Tausenden von Hingerichteten in Misskredit gezogen – eine Langzeitwirkung, die nicht nur innerhalb Frankreichs zur Geltung kam.

## Zeitgenössische Rezeption

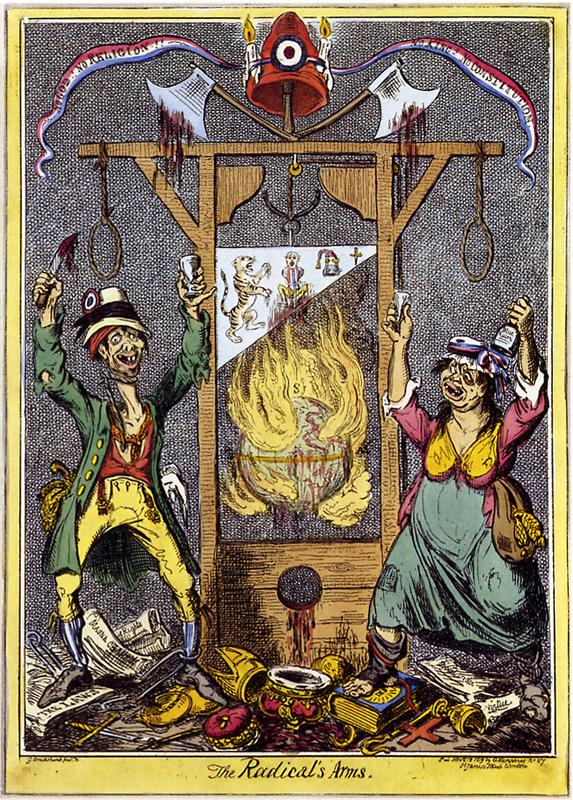
„The Radicals’ Arms“ – die Waffen oder auch das Wappen der Radikalen, Karikatur von George Cruikshank (1819)

Die Terreurs erregten in ganz Europa Angst und Schrecken. Schiller beschäftigte sich angesichts dessen mehrfach mit der Frage von „Revolution und Terror“, so in der Glocke und im Wilhelm Tell. Gerade in Deutschland wandten sich sehr viele Bürger, die zunächst den revolutionären Aufbruch in Paris und Frankreich gefeiert hatten, erschreckt von der französischen Republik ab und nahmen konservative Haltungen ein.

## Historische Forschung
In der Forschung wird der Terror unterschiedlich bewertet. Der marxistische Historiker Albert Soboul (1914–1982) sieht darin „im wesentlichen ein Instrument zur Verteidigung der Nation und der Revolution gegen die Rebellen und Verräter“. Zwar seien die Aristokraten und ihre Anhänger durch den Terror ausgeschlossen worden, doch hätten sie ohnehin „nicht in die Gesellschaft eingeordnet werden“ können. Durch den Terror sei die Autorität des Staates wieder aufgerichtet worden, er habe bei der „Entwicklung des Gefühls nationaler Solidarität“ über alle Klassenegoismen hinweg geholfen und vor allem durch die gewaltsame Durchsetzung der notwendigen wirtschaftspolitischen Maßnahmen zum Sieg der Revolutionäre in den Koalitionskriegen und damit zur „Rettung der Nation“ beigetragen. Auch andere Historiker erklären den Terror als Reaktion auf die äußeren Umstände, also die Bedrohungen der Republik von innen und außen wie Bürgerkrieg, Konterrevolution und die Feindschaft der Nachbarstaaten. Diese „théorie des circonstances“ sieht ihn ähnlich wie Soboul als weitgehend legitimen Ausnahmezustand an.
Laut dem Historiker Gerd van den Heuvel hatte die Terrorherrschaft eher sozialpsychologische Ursachen: Bereits in den 1780er Jahren lasse sich eine große Bereitschaft nachweisen, negative Entwicklungen mit Verschwörungen und Komplotten zu erklären, etwa die Grande Peur oder auch eine imaginierte Adelsverschwörung, die hinter dem widersprüchlichen Verhalten des Kommandanten der Bastille Bernard-René Jordan de Launay am 14. Juli 1789 gesteckt haben soll und de Launay den Kopf kostete. Die Popularität von Verschwörungsideologien wuchs mit realen Ereignissen, die sie zu bestätigen schienen, etwa dem Fluchtversuch des Königs, oder den Attentaten, zumal diese zweckgerichtet überhöht wurden:

„Die Angst vor dem Komplott, vor dunklen Machenschaften und perfektem zielgerichtetem Vorgehen mutmaßlicher Gegner entsprach kaum der Realität, wohl aber dem Bedürfnis des eigenen Bewußtseins. Das ‚Komplott‘ und der latente ‚Schrecken‘, in den es die Patrioten versetzte, rechtfertigte es nicht nur, gegen die evidente Konterrevolution, sondern auch die mögliche Revolutionsfeindlichkeit vorzugehen, nicht der Tat, sondern bereits dem nicht konformen Gewissen mit präventiver terreur zu begegnen. […] Stellte die Verschwörung und ihre Bekämpfung durch terreur bis zum Sommer 1793 eine mögliche Interpretation der Revolution dar, so bildete diese Ideologie im Jahre II die Raison d’être der Regierung.“

Der liberale Historiker François Furet (1927–1997) glaubt, der Terror der Jahre 1793/94 sei eine „Entgleisung“ der Revolution. Die Machtergreifung der Massen habe die friedliche soziale Entwicklung der Reformen von oben ab 1789 unterbrochen und gestört. Für ihn ist die Terrorherrschaft der Jakobiner eine Vorform der totalitären Regime des 20. Jahrhunderts.

## Erinnerung

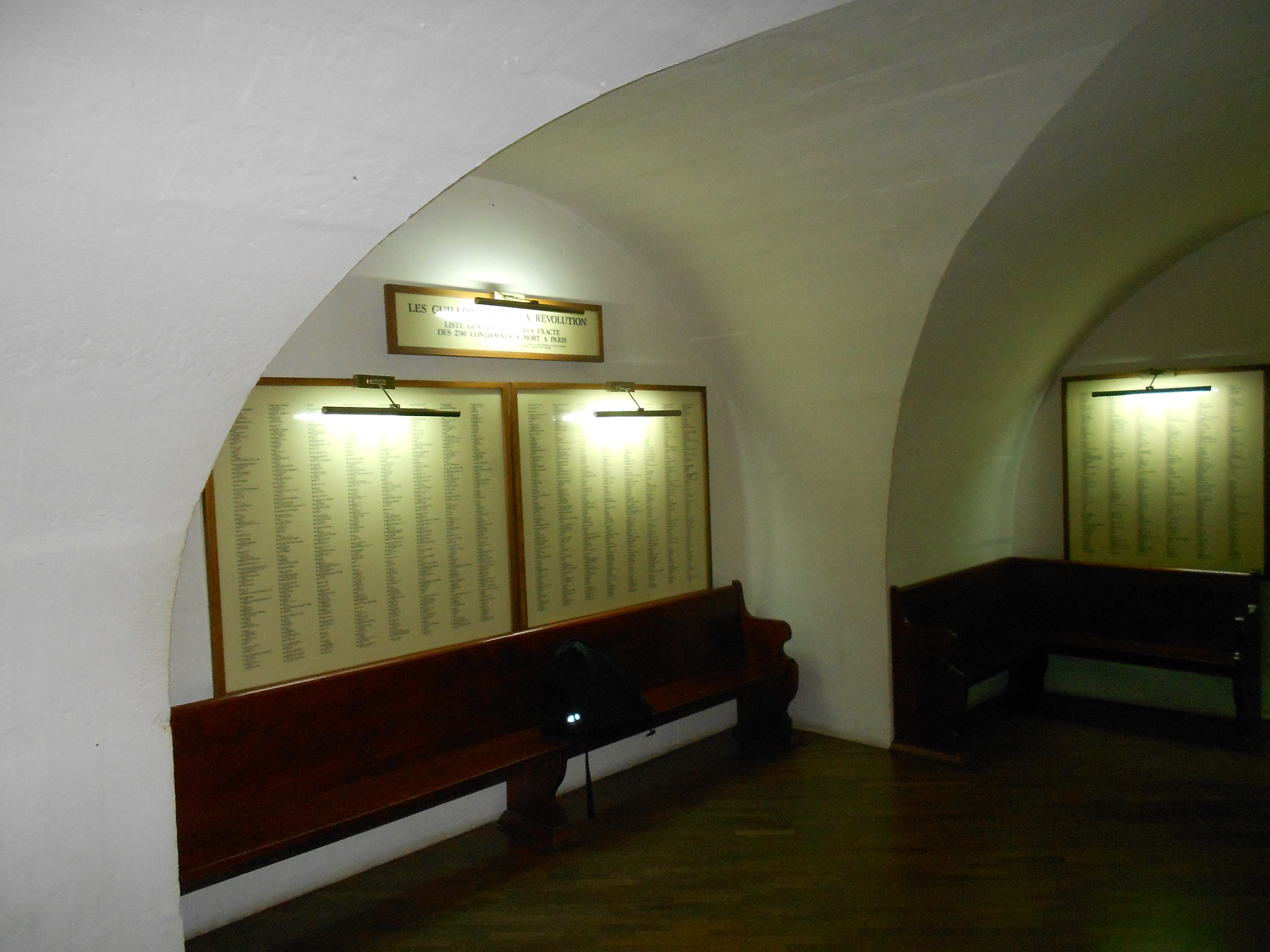
Gedenkstätte für die 2780 Pariser Opfer der Revolution in der Conciergerie

In der Conciergerie, wo die Sitzungen des Revolutionstribunals stattfanden, sind in einem ehemaligen Zellenraum die Namen von 2780 Menschen ausgehängt, die während der Revolution in Paris zum Tode verurteilt wurden.